# Caraphractus hazomanitrae
Caraphractus hazomanitrae är en stekelart som beskrevs av Jean Risbec 1952. Caraphractus hazomanitrae ingår i släktet Caraphractus och familjen dvärgsteklar.
Artens utbredningsområde är Madagaskar. Inga underarter finns listade.